# Mel Ziegler
Mel Ziegler este un om de afaceri și designer de modă american.  Împreună cu soția sa, Patricia, este unul din fondatorii companiei de modă Banana Republic.  Cei doi Ziegler au fost și co-fodatorii, alături de William Rosenzweig a companiei Republic of Tea.  Ambele companii au fost vândute și există și azi ca subsidiare ale altor companii de modă.